# 賈利利山
賈利利山（英語：Mount Dzhalil'）是南極洲的山峰，位於毛德皇后地的阿斯特里德公主海岸，屬於帕耶山脈中林諾爾門山的一部分，海拔高度2,510米，現時由南極條約體系管理。

## 外部連結
- . . United States Geological Survey.   [2012-02-21].
- 本条目引用的公有领域材料来自美国地质调查局的文档《Dzhalil', Mount》 （資料來自地名信息系统）。

72°1′S 14°36′E / 72.017°S 14.600°E